# قنات حاجی عبدل
قنات حاجی عبدل یا قنات عبدالغنی روستایی در دهستان چشمه زیارت بخش مرکزی شهرستان زاهدان استان سیستان و بلوچستان ایران است.

## جمعیت
بر پایه سرشماری عمومی نفوس و مسکن در سال ۱۳۹۵ جمعیت این روستا ۶۰ نفر (۲۱خانوار) بوده‌است.